# The Mystery of Heaven
The Mystery of Heaven — студийный альбом американского независимого режиссёра Джима Джармуша и голландского минималистского композитора Йозефа ван Виссема, изданный 13 ноября 2012 года.

## Об альбоме
В сентябре 2012 года, спустя шесть месяцев после выхода дебютной пластинки ван Виссема и Джармуша, было объявлено о начале работы над вторым альбомом, озаглавленным The Mystery of Heaven. Дуэт лютниста-новатора и режиссёра с электрогитарой привлёк к ней британскую актрису Тильду Суинтон, которая исполнила вокальные партии в композиции «The More She Burns the More Beautiful She Glows». The Mystery of Heaven был записан с расчётом на кинематографичность звука, качество, присущее фоновой музыке фильма. Альбом был выпущен независимым лейблом Sacred Bones Records 13 ноября того же года.
Вторая работа Джима и Йозефа была встречена музыкальными критиками, в целом, благожелательно. Обозреватель сайта Allmusic Том Юрек написал, что The Mystery of Heaven вместе с его предшественником представляют собой сложный портрет уникального диалога, элементы которого создают глубоко прекрасный музыкальный язык. Рецензент портала Consequence of Sound Адам Кайвел отметил таинственно-драматическую ауру альбома и выразил мнение, что дуэт композитора и режиссёра добьётся ещё более впечатляющих результатов. Автор электронного журнала Pitchfork Ник Нейланд в своём обзоре The Mystery of Heaven оценил неизменную созерцательность и медитативную атмосферу альбома.

## Список композиций
| №  | Название                                          | Длительность |
| -- | ------------------------------------------------- | ------------ |
| 1. | «Etimasia»                                        | 3:12         |
| 2. | «Flowing the Light of the Godhead»                | 11:03        |
| 3. | «The Mystery of Heaven (Long Version)»            | 9:56         |
| 4. | «The More She Burns the More Beautiful She Glows» | 10:56        |
| 5. | «Etimasia (Reprise)»                              | 1:44         |
| 6. | «Flowing Light of the Godhead (Eternal Sun)»      | 11:07        |